# Bradley Raymond
Bradley Raymond, detto anche Brad (...), è un regista statunitense, noto per i film d'animazione direct-to-video da lui diretti per la Walt Disney Pictures.

## Biografia
Ha iniziato la sua carriera nel 1993 come artista degli storyboard, lavorando alle serie TV Bonkers gatto combinaguai, All-New Dennis the Menace, Aladdin e Quack Pack - La banda dei paperi e ai film Thumbelina - Pollicina, Le avventure di Stanley e Cats Don't Dance. Dal 1998 al 2011 ha diretto alcuni film prodotti dalla Walt Disney Television Animation e poi dalla DisneyToon Studios, entrando successivamente a far parte del team creativo senior dello studio. Dopo la chiusura dello studio si è trasferito alla Warner Bros. Animation.

## Filmografia
- Pocahontas II - Viaggio nel nuovo mondo (Pocahontas II: Journey to a New World), co-regia di Tom Ellery (1998)
- Un Natale al giorno (Donald Duck Stuck On Christmas), episodio di Topolino e la magia del Natale (Mickey's Once Upon a Christmas) (1999)
- Il gobbo di Notre Dame II (The Hunchback of Notre Dame II) (2002)
- Il re leone 3 - Hakuna Matata (The Lion King 1½) (2004)
- Trilli (Tinker Bell) (2008)
- Trilli e il grande salvataggio (Tinker Bell and the Great Fairy Rescue) (2010)
- I Giochi della Radura Incantata (Pixie Hollow Games) – film TV (2011)